# Gamochaeta antarctica
Gamochaeta antarctica là một loài thực vật có hoa thuộc họ Asteraceae. Chúng là loài thuộc chi Gamochaeta, tuy nhiên đôi khi bị xếp nhầm sang chi Gnaphalium.
Loài này chỉ được tìm thấy ở Falkland Islands. Môi trường sống tự nhiên của chúng là temperate shrubland, and it is threatened by habitat loss.